# Design Against Crime
Design Against Crime är en brittisk rörelse som avser att verka brottsförebyggande genom att försöka minska benägenheten/möjligheterna att begå brott med förebyggande design.